# Tandmondwormen
Tandmondwormen of kaakplatwormen (Gnathostomulida) vormen een stam van microscopisch kleine tweeslachtige wormen, die op platwormen lijken. De meeste van de 91 beschreven soorten worden tussen 0,5 en 1 mm lang. Ze komen algemeen voor in modderige zeebodems. Ze voeden zich voornamelijk met kleine bacteriën en diatomeeën.

## Lichaamsbouw
Tandmondwormen hebben geen lichaamsholte en een onvolledig darmkanaal, met één opening die zowel de mond als anus is. Hun mondopening is voorzien van een verhard plaatje met tanden en een paar kaken, waarvan hun naam is afgeleid. Het hele lichaam is bedekt met trilharen.

## Taxonomie
- Klasse Bursovaginoidea
  - Orde Conophoralia
    - Familie Austrognathiidae
      - Geslacht Austrognatharia
      - Geslacht Austrognathia
      - Geslacht Triplignathia

  - Orde Scleroperalia
    - Familie Agnathiellidae
      - Geslacht Agnathiella
      - Geslacht Paragnathiella

    - Familie Clausognathiidae
      - Geslacht Clausognathia

    - Familie Gnathostomariidae
      - Geslacht Gnathostomaria

    - Familie Gnathostomulidae
      - Geslacht Chirognathia
      - Geslacht Corculognathia
      - Geslacht Gnathostomula
      - Geslacht Ratugnathia
      - Geslacht Semaeognathia

    - Familie Mesognathariidae
      - Geslacht Labidognathia
      - Geslacht Mesognatharia
      - Geslacht Tenuignathia

    - Familie Onychognathiidae
      - Geslacht Goannagnathia
      - Geslacht Nanognathia
      - Geslacht Onychognathia
      - Geslacht Valvognathia
      - Geslacht Vampyrognathia

    - Familie Paucidentulidae
      - Geslacht Paucidentula

    - Familie Problognathiidae
      - Geslacht Problognathia

    - Familie Rastrognathiidae
      - Geslacht Rastrognathia
- Klasse Filospermoidea
  - Orde Filospermoida
    - Familie Haplognathiidae
      - Geslacht Haplognathia

    - Familie Pterognathiidae
      - Geslacht Cosmognathia
      - Geslacht Pterognathia